# 塔恩河畔圣罗姆
塔恩河畔圣罗姆（法語：Saint-Rome-de-Tarn，法語發音：[sɛ̃ ʁɔm də taʁn]）是法国阿韦龙省的一个市镇，属于米约区。

## 地理
塔恩河畔圣罗姆（44°2'55"N, 2°53'47"E）面积52.06 平方千米，位于法国奧克西塔尼大區阿韦龙省，该省份为法国南部内陆省份，位于法國中央高原南部，北起顺时针与康塔爾省、洛泽尔省、加尔省、埃罗省、塔恩省、塔恩-加龙省和洛特省接壤。
与塔恩河畔圣罗姆接壤的市镇（或旧市镇、城区）包括：莱科斯特戈宗、蒙若、聖阿夫里克、圣乔治德吕藏松、塞爾農河畔聖羅姆、圣维克托和梅尔维约、塔恩河畔维亚拉。

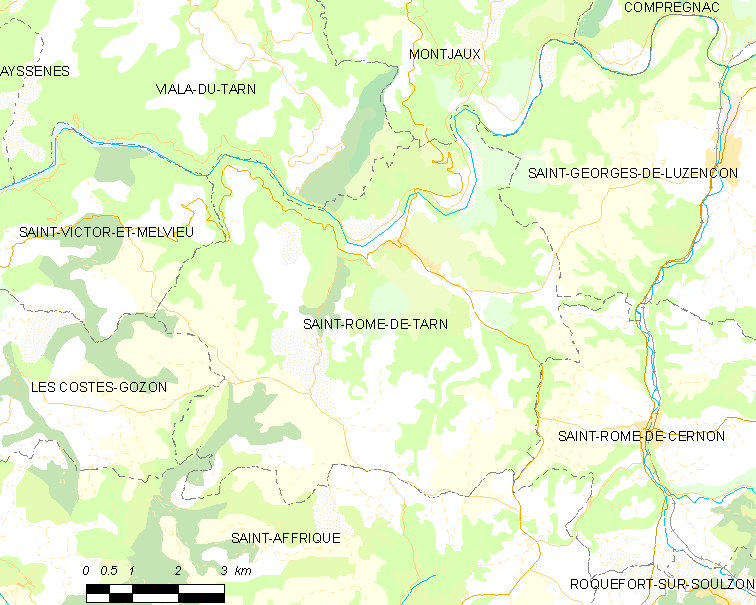
塔恩河畔圣罗姆的OSM定位图

塔恩河畔圣罗姆的时区为UTC+01:00、UTC+02:00（夏令时）。

## 行政
塔恩河畔圣罗姆的邮政编码为12490，INSEE市镇编码为12244。

## 政治
塔恩河畔圣罗姆所属的省级选区为拉斯普-莱韦祖县。

## 人口

1962-2008年间塔恩河畔圣罗姆人口变化图示

塔恩河畔圣罗姆于2022年1月1日时的人口数量为899人。